# Platja de les Muscleres
La platja de les Muscleres, o platja del Convent, és una platja situada davant de les ruïnes d'Empúries, al municipi de l'Escala (Alt Empordà). Té 638 metres de longitud i una superfície de 14.394 m² de sorra fina. Està delimitada per dos illots units a terra per un braç de sorra: al nord les Muscleres Grans, que limiten amb la platja del Moll Grec, i al sud les Muscleres Petites, que limiten amb la platja del Portitxol. Els illots, amb abundància de musclos, atorguen a la platja una forma de petxina i constitueixen un dic protector els dies de mar agitada.